# Chiesa di Santa Margherita (Naz-Sciaves)
La chiesa di Santa Margherita (in tedesco Pfarrkirche St. Margareth) è la parrocchiale di Sciaves, frazione di Naz-Sciaves in provincia autonoma di Bolzano. Appartiene al decanato di Bressanone-Rodengo della diocesi di Bolzano-Bressanone e risale al XIII secolo.

## Storia

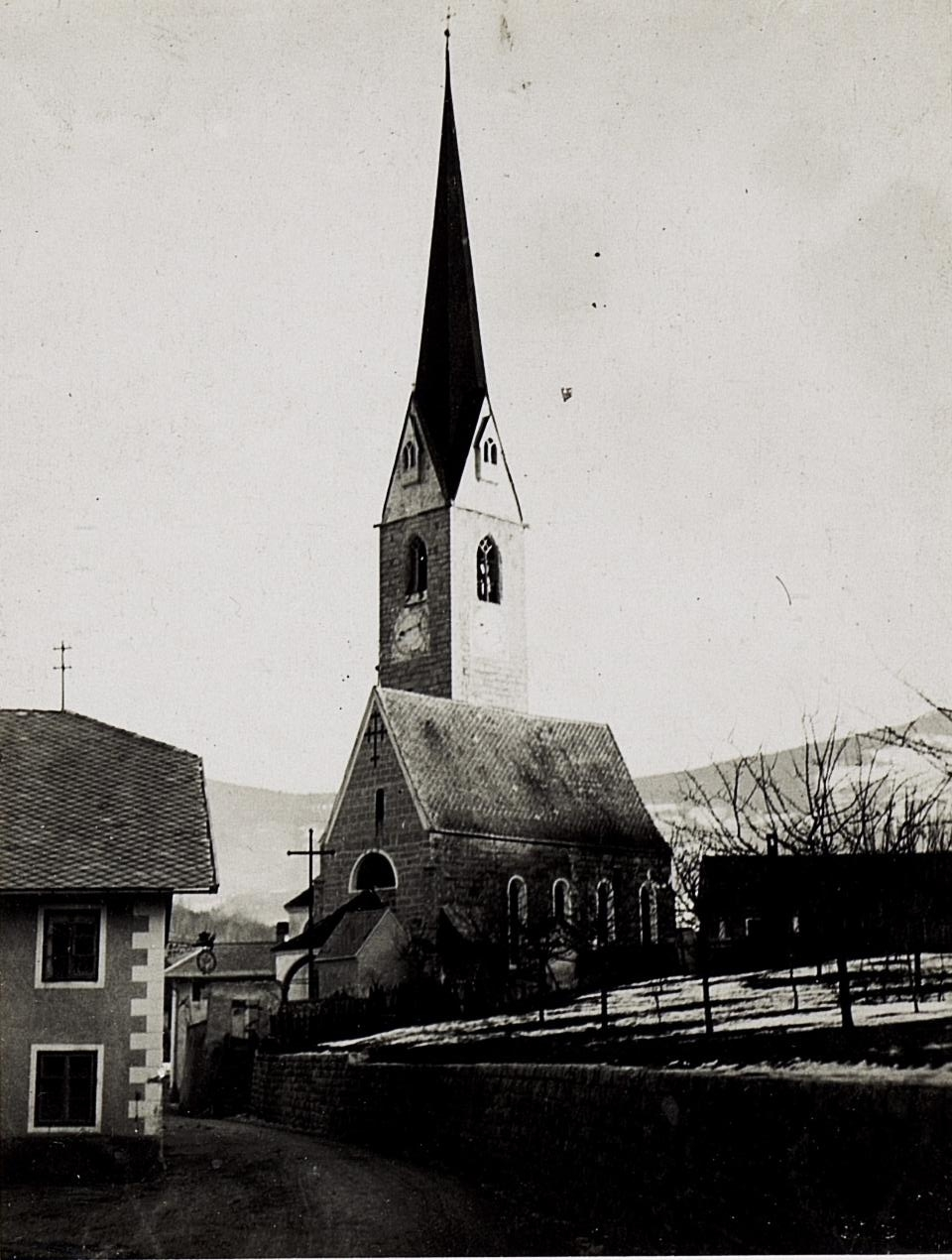
Immagine storica della chiesa risalente al periodo del primo conflitto mondiale.

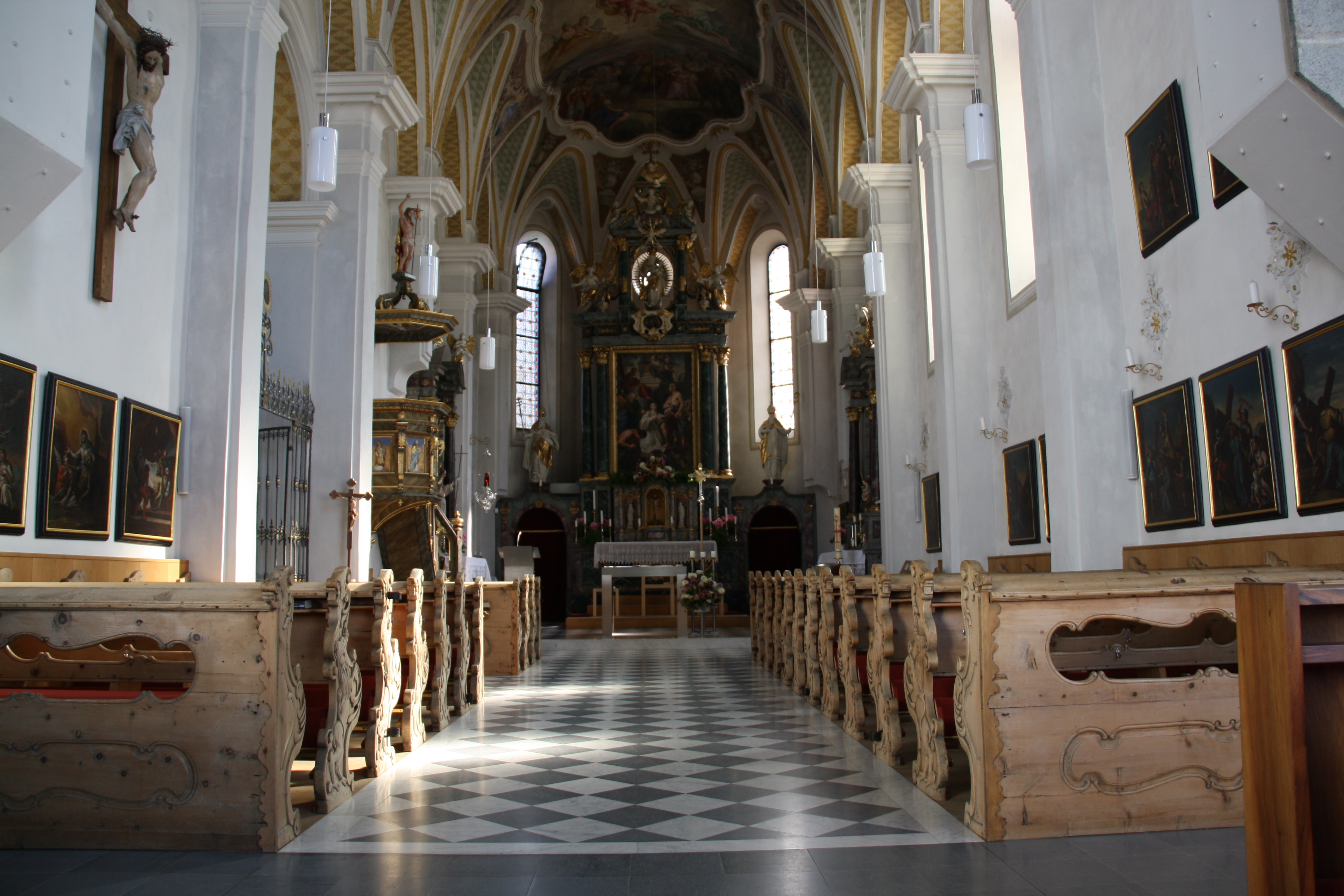
Interno della navata.

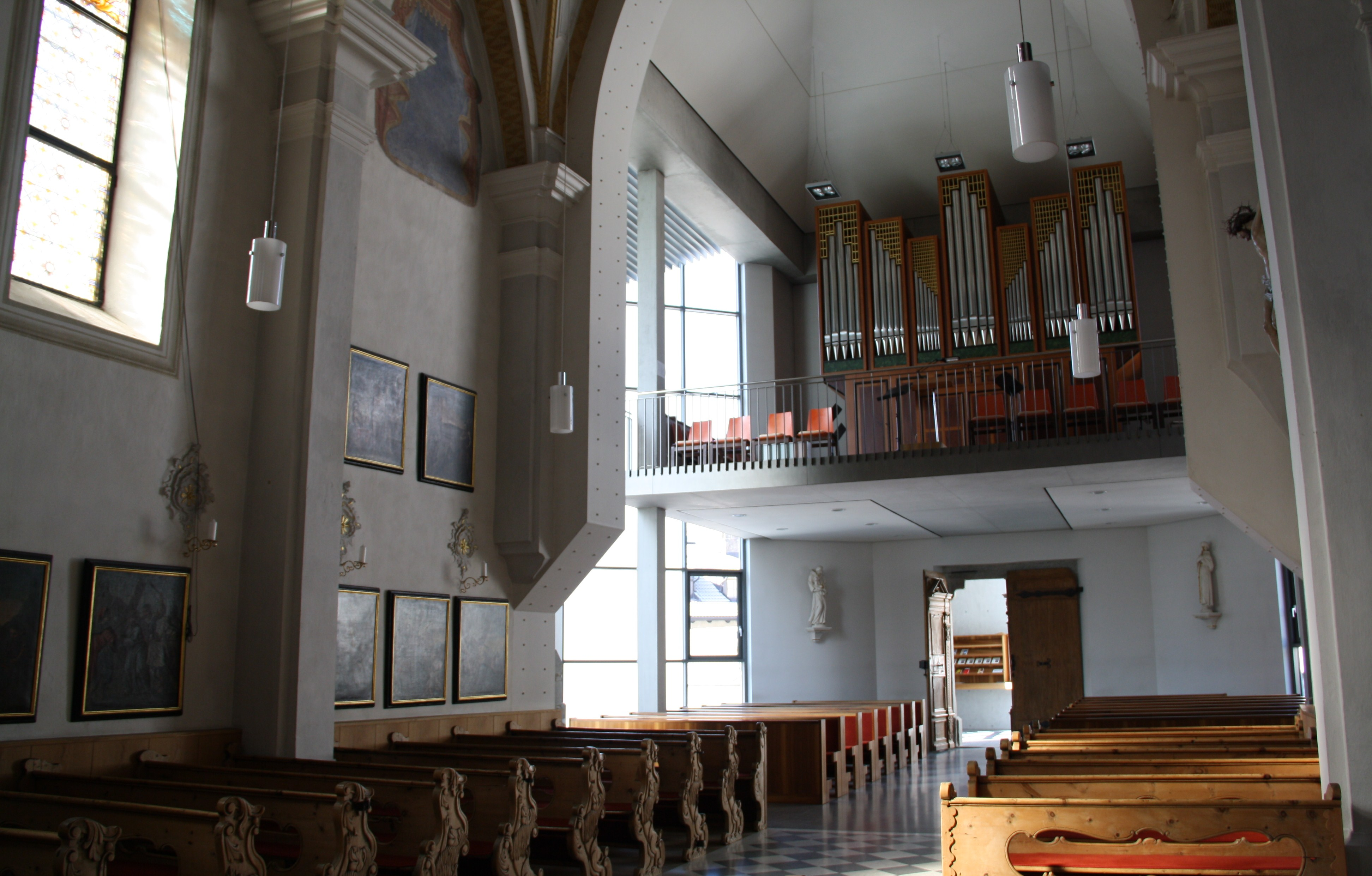
Cantoria con organo in controfacciata.

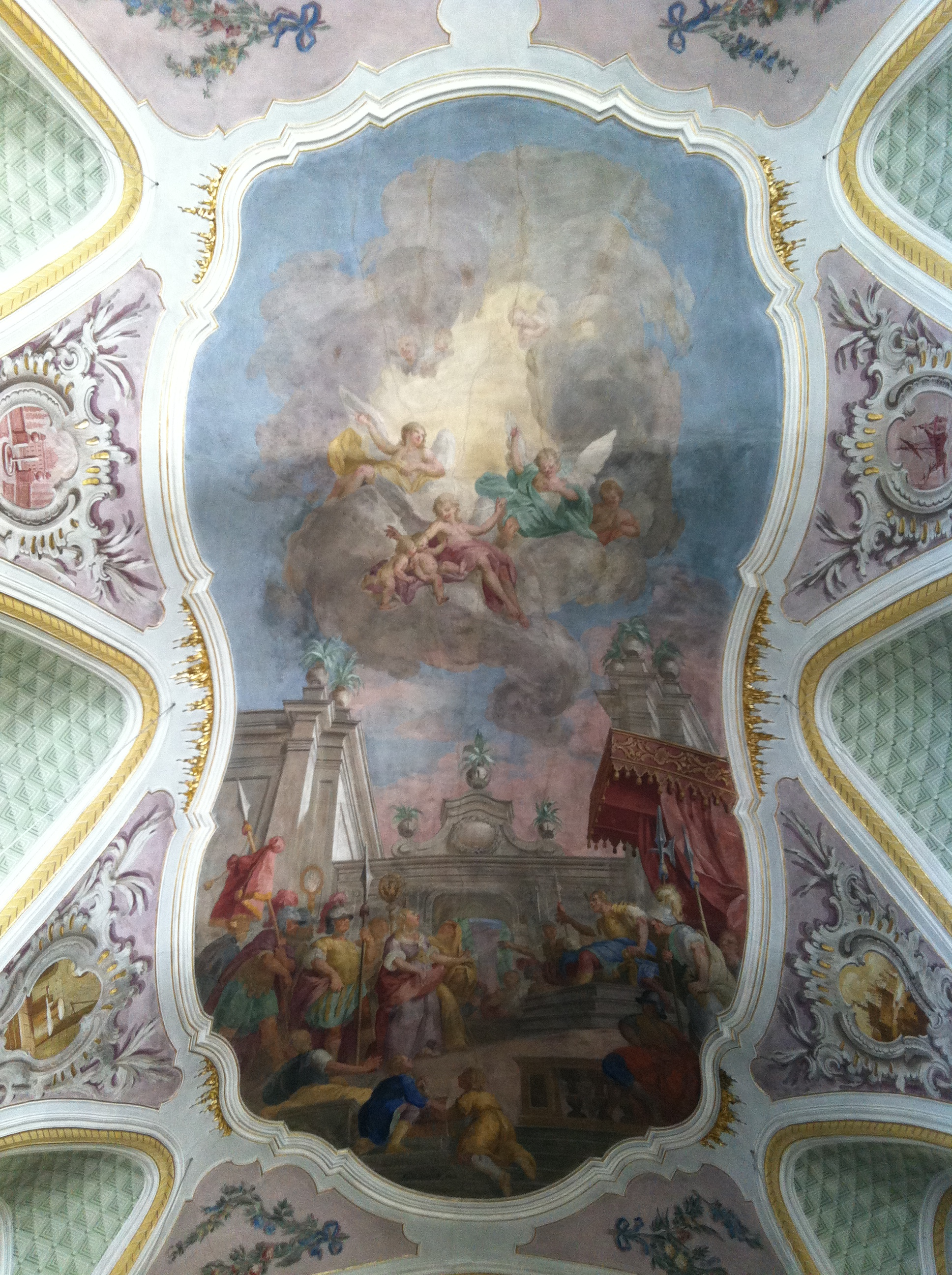
Affresco sulla volta della sala.

La chiesa parrocchiale di Sciaves venne edificata nel XIII secolo e consacrata nel 1281 anche se fu ultimata nelle sue strutture solo quasi due secoli dopo, nel 1454.
Negli ultimi anni del XVIII secolo fu oggetto di importanti lavori di restauro e ricostruzione che le conferirono forme barocche.
All'inizio del XXI secolo l'edificio è stato ampliato con strutture di forme moderne quindi, alla conclusione dei lavori, è stata celebrata una nuova solenne consacrazione il 19 ottobre 2003.

## Descrizione

### Esterno
La facciata a capanna con due ripidi spioventi è in tipico stile gotico, con forme semplici ed austere ed è preceduta da una struttura a protezione del accesso. Il portale ha una cornice in pietra, ma è tutta la chiesa che è in pietra a vista, costituita da granito locale, anche nei suoi prospetti laterali, caratterizzati da contrafforti poco sporgenti, a base triangolare, e da alte finestre con arco a tutto sesto. La torre campanaria è particolarmente alta, arrivando a 72 metri di altezza, ed è completata da una copertura a piramide a base ottagonale molto acuta. Le cella si apre con quattro finestre a monofora suddivise centralmente da sottili colonne in pietra. Sul lato settentrionale della chiesa si trova la cappella. La cappella è addossata sul lato nord della chiesa, entro l'area del cimitero della comunità.

### Interno
La navata interna è unica, ampliata dalle cappelle laterali. Di particolare interesse sono gli affreschi presenti sulla volta della sala, attribuiti a Johann Mitterwurzer e realizzati nel 1787; raffigurano il Martirio di Santa Margherita e di Santa Caterina.